# Swiss Press Award
Der Swiss Press Award ist ein viersprachiger Schweizer Medienpreis. Zusammen mit dem Zürcher Journalistenpreis gilt er als wichtigste Auszeichnung für Medienschaffende in der Schweiz, wird aber als einziger sprachübergreifend landesweit verliehen. Insofern wird er als «nationaler Medienpreis» und manchmal auch als «Pulitzer der Schweiz» bezeichnet. Er wird in den sechs Kategorien Text, Online, Audio, Video, Lokal und Photo ausgezeichnet. Daneben wird unregelmässig ein Lifetime Achievement Award verliehen.

## Verleihung
Die Nomination und die Auswahl der Preisträger obliegt Fachjurys. Der Preis ist mit insgesamt 140'000 Schweizer Franken Preisgeldern jährlich dotiert.
Der Swiss Press Award wird seit 1986 jährlich in Bern verliehen. Früher war der BZ Preis für Lokaljournalismus unter Obhut der Berner Zeitung mehr auf die Region fokussiert. Seit 2011 trägt er den aktuellen Namen.
Der Preis wird von der unabhängigen Stiftung Reinhardt von Graffenried gestiftet, deren Gründer 2009 Charles von Graffenried und Erwin Reinhardt waren. Die Stiftung wird von Michael von Graffenried geleitet.

## Preisträger
Bis 2019 erhielten die Hauptpreisträger je 20'000 Franken, seit 2020 erhalten die zwei Hauptpreisträger, der Swiss Press Journalist und der Swiss Press Photographer of the Year, je 25'000 Franken.
- 2021: Gewinner in 6 Hauptkategorien und zusätzlich in 6 Unterkategorien Swiss Press Photo[10]
- 2020: Gewinner in 6 Hauptkategorien und zusätzlich in 6 Unterkategorien Swiss Press Photo[11]
- 2019: Gewinner in 6 Hauptkategorien und zusätzlich in 6 Unterkategorien Swiss Press Photo[7]

### Journalist*in des Jahres
- 2025: Francesca Torrani, Cassina d'Agno, Radiotelevisione Svizzera (RSI)
- 2024: Matthias Niederberger, Fabian Duss, Küssnacht, Freier Schweizer
- 2023: Maurine Mercier, Pully, RTS
- 2022: Mattias Greuter, Schaffhausen, Schaffhauser AZ
- 2021: Sylvia Revello, Boris Busslinger, Célia Héron, Lausanne, Le Temps
- 2020: Mehdi Atmani, Lausanne, flypaper.ch

### Text des Jahres
- 2025: Thomas Knellwolf und Markus Häfliger, Rosshäusern
- 2024: Jana Schmid, Bern, Hauptstadt
- 2023: Barbara Achermann, Basel, Das Magazin
- 2022: Mattias Greuter, Schaffhausen, Schaffhauser AZ
- 2021: Sylvia Revello, Boris Busslinger, Célia Héron, Lausanne, Le Temps
- 2020: Arnaud Robert, Lausanne, freischaffend
- 2019: Camille Krafft, Romainmôtier, 24 heures
- 2018: Sven Altermatt, Olten, Aargauer Zeitung
- 2017: Christoph Lenz, Bern, Tages-Anzeiger, Der Bund
- 2016: Sophie Roselli, Genf, Tribune de Genève
- 2015: Carlo Silini, Rovio, Corriere del Ticino
- 2014: Samuel Tanner, Berneck, Ostschweiz am Sonntag
- 2013: Rico Czerwinski, Zürich, Das Magazin
- 2012: Claude Ansermoz, Lausanne, 24 heures, Tribune de Genève
- 2011: Sabine Kuster, Zürich, Aargauer Zeitung

### Fotograf*in des Jahres
- 2025: Anne Morgenstern
- 2024: Dominic Nahr, Zürich
- 2023: Alex Kühni, Bern
- 2022: Denis Balibouse, Lausanne
- 2021: Sarah Carp, Yverdon-les-Bains
- 2020: Yves Leresche, Lausanne
- 2019: Stefan Bohrer, Lupsigen
- 2018: Guillaume Perret, Cormondrèche
- 2017: Zalmaï Ahad, Lausanne
- 2016: Niels Ackermann, Genf
- 2015: Yvain Genevay, Renens
- 2014: Mark Henley, Genf
- 2013: Laurent Gilliéron, Daillens
- 2012: Mark Henley, Genf
- 2011: Christian Lutz, Châtelaine

### Lifetime Award
- 2011: René Burri, Bern: Swiss Press Photo Lifetime Achievement Award
- 2012: Robert Frank, New York: Swiss Press Photo Lifetime Achievement Award
- 2013: Arnold Hottinger, Zürich: Swiss Press Lifetime Achievement Award
- 2014: François Gross, Freiburg: Swiss Press Lifetime Achievement Award
- 2016: Margrit Sprecher, Zürich: Swiss Press Lifetime Achievement Award

## Präsentation der Gewinner
Die Gewinner des Preises werden jährlich im «Swiss Press Award Yearbook» präsentiert.
Die Gewinnerfotos werden zusammen mit Gewinnern des World Press Photo werden jedes Jahr an der Wanderausstellung «Swiss Press Photo» gezeigt. Die Ausstellung war in den letzten Jahren im Landesmuseum Zürich, im Bernischen Historischen Museum oder im Kornhausforum Bern, im Château de Prangins und in verschiedenen Tessiner Museen wie dem Museo Castello Grande in Bellinzona oder dem LAC Lugano Arte e Cultura zu Gast.
Für die Verleihung wird jeweils ein Musiker mit der Komposition eines Lieds, dem «Swiss Press Song» beauftragt. Dies waren Polo Hofer (2015), La Gale (2016), Sebalter (2017), Bibi Vaplan (2018) und Big Zis (2019), Pat Burgener (2020), The Vad Vuc (2021), Pascal Gamboni (2022), Carlos Leal (2023) und Da Cruz (2024).